# Orbitoina
Orbitoina es un género de foraminífero bentónico considerado como nomen nudum e invalidado, aunque también considerado un sinónimo posterior de Pliolepidina de la subfamilia Lepidocyclininae, de la familia Lepidocyclinidae, de la superfamilia Asterigerinoidea, del suborden Rotaliina y del orden Rotaliida. Fue propuesto como especie tipo Lepidocyclina trinitatis. Su rango cronoestratigráfico abarca desde el Aquitaniense hasta el Burdigaliense (Mioceno inferior).

## Clasificación
Orbitoina incluía a la siguiente especie:
- Orbitoina bulgarica †

En Orbitoina se han considerado los siguientes subgéneros:
- Orbitoina (Isorbitoina), también considerado como género Isorbitoina y aceptado como Nephrolepidina
- Orbitoina (Pliorbitoina), también considerado como género Pliorbitoina y aceptado como Pliolepidina
- Orbitoina (Polyorbitoina), también considerado como género Polyorbitoina y aceptado como Polylepidina